# Nissan Gloria
Der Gloria ist ein von 1959 bis 2004 zunächst von dem japanischen Automobilhersteller Prince, später – nach der Prince-Übernahme durch Nissan im Jahr 1967 – von Nissan hergestellter Wagen der oberen Mittelklasse. Das Modell wurde von Nissan übernommen, obwohl das Werk mit dem Cedric bereits einen eigenen Wagen ähnlichen Zuschnittes im Programm führte. Es wurde im Gegensatz zu den kleineren Modellen des Konzerns zu keiner Zeit unter dem Markennamen Datsun, sondern stets als Nissan angeboten.
Ursprünglich auf dem Prince Skyline aufgebaut, war der Gloria ab 1971 ein Schwestermodell des Nissan Cedric, bis 2004 beide Modellreihen durch den Fuga abgelöst wurden.

## Prince Gloria (BLSI), 1959–1963
Im Februar 1959 debütierte der Prince Gloria, ein technisch unveränderter Prince Skyline mit dem neuen 1,9-Liter-Vierzylinder des Werkes und luxuriöserer Ausstattung.

## Prince Gloria (S40/W40), 1962–1967

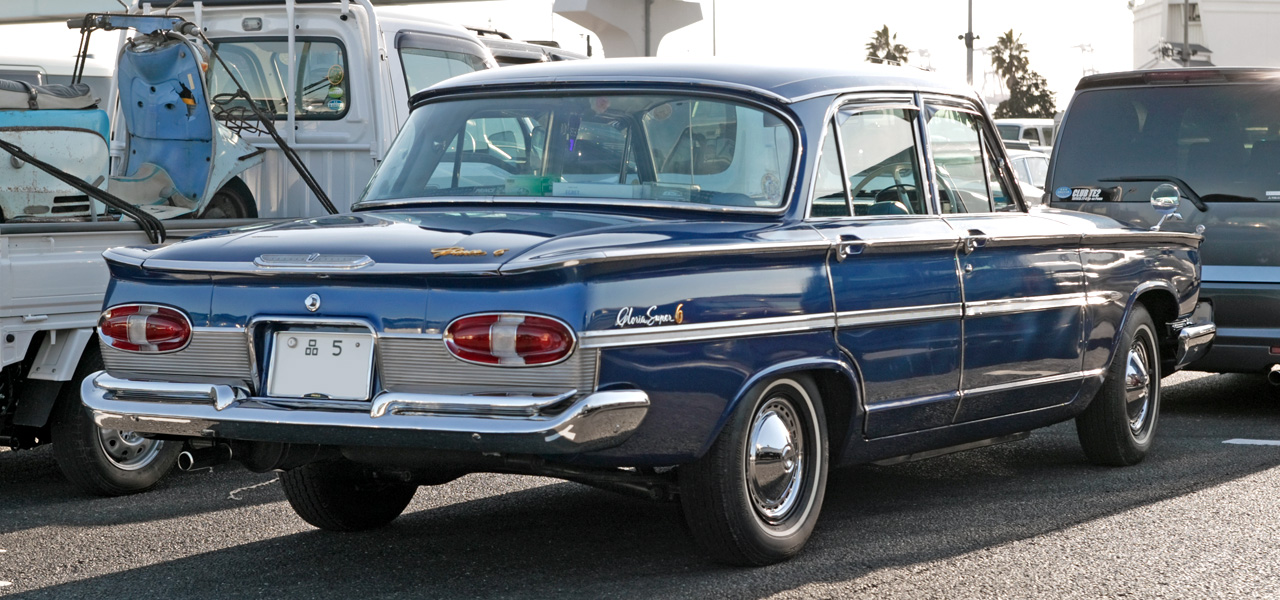
Prince Gloria S40

Im Herbst 1962 lancierte Prince einen neuen Gloria mit eigener Karosserie (Limousine und Kombi) auf längerem Radstand als beim Skyline. Angeboten wurde der Gloria der Serie S40 sowohl mit dem bekannten 1,9-Liter-Vierzylinder als auch, ab 1963, mit einem neuen Zweiliter-Reihensechszylinder (als Gloria 6 Deluxe und Gloria Super 6). Ab 1964 kam ein Grand Gloria (Baureihe S44) mit 2,5-Liter-Sechszylindermaschine hinzu. Er war mit einer De-Dion-Hinterachse versehen.

## Nissan Gloria (A30/A130), 1967–1971
Im April 1967 erschien der noch von Prince entwickelte Gloria Typ A30 als Nissan. Die aufwändige De-Dion-Hinterachse wich einer simplen Starrachse, die kantige Karosserie war wesentlich moderner gezeichnet. Den Antrieb übernahm anfangs der Prince-Zweiliter-Sechszylinder, der 1969 durch einen Nissan-Sechszylinder gleichen Hubraums ersetzt wurde. Es wurden weiterhin eine viertürige Limousine (in den Ausführungen Gloria, Gloria Super 6 und Gloria Super Deluxe) und ein fünftüriger Kombi (Gloria Van und Van Deluxe) angeboten.
| Technische Daten Prince/Nissan Gloria (1959–1971) |                                                        |                                                          |                                                          |                                                          |
| Prince/Nissan Gloria:                             | BLS 1900                                               | S40/Gloria 6                                             | A30/2.0                                                  | A130/2.0                                                 |
| Motor:                                            | 4-Zylinder-Reihenmotor (Viertakt)                      | 6-Zylinder-Reihenmotor (Viertakt)                        | 6-Zylinder-Reihenmotor (Viertakt)                        | 6-Zylinder-Reihenmotor (Viertakt)                        |
| Hubraum:                                          | 1862 cm³                                               | 1988 cm³                                                 | 1988 cm³                                                 | 1998 cm³                                                 |
| Bohrung × Hub:                                    | 84 × 84 mm                                             | 75 × 75 mm                                               | 75 × 75 mm                                               | 78 × 69,7 mm                                             |
| Leistung bei 1/min:                               | 74 kW (100 SAE-PS) bei 5000                            | 78 kW (106 SAE-PS) bei 5200                              | 78 kW (106 SAE-PS) bei 5200                              | 92 kW (125 SAE-PS) bei 6000                              |
| Max. Drehmoment bei 1/min:                        | 160 Nm bei 3600                                        | 157 Nm bei 3600                                          | 157 Nm bei 3600                                          | 167 Nm bei 4000                                          |
| Verdichtung:                                      | 8,5:1                                                  | 8,5:1                                                    | 8,5:1                                                    | 8,6:1                                                    |
| Gemischaufbereitung:                              | 1 Fallstrom-Doppelvergaser                             | 1 Fallstrom-Doppelvergaser                               | 1 Fallstrom-Doppelvergaser                               | 1 Fallstrom-Doppelvergaser                               |
| Ventilsteuerung:                                  | Seitliche Nockenwelle, Antrieb über Kette              | Obenliegende Nockenwelle, Antrieb über Kette             | Obenliegende Nockenwelle, Antrieb über Kette             | Obenliegende Nockenwelle, Antrieb über Kette             |
| Kühlung:                                          | Wasserkühlung                                          | Wasserkühlung                                            | Wasserkühlung                                            | Wasserkühlung                                            |
| Getriebe:                                         | 4-Gang-Getriebe Hinterradantrieb                       | 3-Gang-Getriebe a.W. Dreigang-Automatik Hinterradantrieb | 4-Gang-Getriebe a.W. Dreigang-Automatik Hinterradantrieb | 4-Gang-Getriebe a.W. Dreigang-Automatik Hinterradantrieb |
| Radaufhängung vorn:                               | je zwei ungleich lange Dreieckslenker, Schraubenfedern | je zwei ungleich lange Dreieckslenker, Schraubenfedern   | je zwei ungleich lange Dreieckslenker, Schraubenfedern   | je zwei ungleich lange Dreieckslenker, Schraubenfedern   |
| Radaufhängung hinten:                             | De-Dion-Achse, halbelliptische Blattfedern             | De-Dion-Achse, halbelliptische Blattfedern               | Starrachse, halbelliptische Blattfedern                  | Starrachse, halbelliptische Blattfedern                  |
| Bremsen:                                          | Trommelbremsen rundum                                  | Trommelbremsen rundum                                    | Scheibenbremsen vorne, Trommelbremsen hinten             | Scheibenbremsen vorne, Trommelbremsen hinten             |
| Lenkung:                                          | Schneckenlenkung                                       | Schneckenlenkung                                         | Kugelumlauflenkung                                       | Kugelumlauflenkung                                       |
| Karosserie:                                       | Stahlblech, halbselbsttragend, auf Plattformrahmen     | Stahlblech, halbselbsttragend, auf Plattformrahmen       | Stahlblech, selbsttragend                                | Stahlblech, selbsttragend                                |
| Spurweite vorn/hinten:                            | 1380/1400 mm                                           | 1380/1400 mm                                             | 1385/1390 mm                                             | 1385/1390 mm                                             |
| Radstand:                                         | 2680 mm                                                | 2680 mm                                                  | 2690 mm                                                  | 2690 mm                                                  |
| Abmessungen:                                      | 4650 × 1695 × 1480 mm                                  | 4650 × 1695 × 1480 mm                                    | 4690 × 1695 × 1445–1500 mm                               | 4690 × 1695 × 1445–1500 mm                               |
| Leergewicht:                                      | 1320 kg                                                | 1370–1445 kg                                             | 1330–1370                                                | 1330–1370                                                |
| Höchstgeschwindigkeit:                            | 145 km/h                                               | 155 km/h                                                 | 160 km/h                                                 | 170 km/h                                                 |
| 0–100 km/h:                                       | n. a.                                                  | n. a.                                                    | n. a.                                                    | n. a.                                                    |
| Verbrauch (Liter/100 Kilometer):                  | 8–10 N                                                 | 10–11 N                                                  | 12–14 N                                                  | 12–14 N                                                  |
| Preis (SFr):                                      | –                                                      | 13.250–15.500 (1966)                                     | –                                                        | –                                                        |

## Nissan Gloria (A230), 1971–1975
Ab 1971 wurden Gloria und Cedric auf eine gemeinsame technische Basis gestellt, Unterschiede beschränkten sich auf Kosmetisches. Im Angebot standen nun viertürige Limousine, fünftüriger Kombi und ein zweitüriges Hardtop-Coupé, angetrieben von Sechszylindermotoren von 2 oder 2,6 Litern Hubraum. Während der Cedric als Datsun 200/240/260/280 C auch nach Europa exportiert wurde, blieb der Gloria dem Heimatmarkt vorbehalten.
| Technische Daten Nissan Gloria (1971–1975) |                                                                                          |                                                                                          |                                                                                          |
| Nissan Gloria:                             | 2000                                                                                     | 2000 S                                                                                   | 2600                                                                                     |
| Motor:                                     | 6-Zylinder-Reihenmotor (Viertakt)                                                        | 6-Zylinder-Reihenmotor (Viertakt)                                                        | 6-Zylinder-Reihenmotor (Viertakt)                                                        |
| Hubraum:                                   | 1998 cm³                                                                                 | 1998 cm³                                                                                 | 2565 cm³                                                                                 |
| Bohrung × Hub:                             | 78 × 69,7 mm                                                                             | 78 × 69,7 mm                                                                             | 83 × 79 mm                                                                               |
| Leistung bei 1/min:                        | 85 kW (115 SAE-PS) bei 5600                                                              | 96 kW (130 SAE-PS) bei 6000                                                              | 103 kW (140 SAE-PS) bei 5200                                                             |
| Max. Drehmoment bei 1/min:                 | 162 Nm bei 3600                                                                          | 171 Nm bei 4400                                                                          | 216 Nm bei 4000                                                                          |
| Verdichtung:                               | 8,6:1                                                                                    | 9,5:1                                                                                    | 8,6:1                                                                                    |
| Gemischaufbereitung:                       | 1 Fallstrom-Doppelvergaser                                                               | 1 Fallstrom-Doppelvergaser                                                               | 1 Fallstrom-Doppelvergaser                                                               |
| Ventilsteuerung:                           | Obenliegende Nockenwelle, Antrieb über Kette                                             | Obenliegende Nockenwelle, Antrieb über Kette                                             | Obenliegende Nockenwelle, Antrieb über Kette                                             |
| Kühlung:                                   | Wasserkühlung                                                                            | Wasserkühlung                                                                            | Wasserkühlung                                                                            |
| Getriebe:                                  | 3- oder 4-Gang-Getriebe a.W. Borg-Warner-Dreigangautomatik Hinterradantrieb              | 3- oder 4-Gang-Getriebe a.W. Borg-Warner-Dreigangautomatik Hinterradantrieb              | 3- oder 4-Gang-Getriebe a.W. Borg-Warner-Dreigangautomatik Hinterradantrieb              |
| Radaufhängung vorn:                        | je zwei ungleich lange Dreieckslenker, Schraubenfedern                                   | je zwei ungleich lange Dreieckslenker, Schraubenfedern                                   | je zwei ungleich lange Dreieckslenker, Schraubenfedern                                   |
| Radaufhängung hinten:                      | Starrachse, halbelliptische Blattfedern                                                  | Starrachse, halbelliptische Blattfedern                                                  | Starrachse, halbelliptische Blattfedern                                                  |
| Bremsen:                                   | Scheibenbremsen vorne (Durchmesser 25,9 cm), Trommelbremsen hinten, Bremskraftverstärker | Scheibenbremsen vorne (Durchmesser 25,9 cm), Trommelbremsen hinten, Bremskraftverstärker | Scheibenbremsen vorne (Durchmesser 25,9 cm), Trommelbremsen hinten, Bremskraftverstärker |
| Lenkung:                                   | Kugelumlauflenkung                                                                       | Kugelumlauflenkung                                                                       | Kugelumlauflenkung                                                                       |
| Karosserie:                                | Stahlblech, selbsttragend                                                                | Stahlblech, selbsttragend                                                                | Stahlblech, selbsttragend                                                                |
| Spurweite vorn/hinten:                     | 1380/1380 mm                                                                             | 1380/1380 mm                                                                             | 1380/1380 mm                                                                             |
| Radstand:                                  | 2690 mm                                                                                  | 2690 mm                                                                                  | 2690 mm                                                                                  |
| Abmessungen:                               | 4690 × 1695 × 1420–1455 mm                                                               | 4690 × 1695 × 1420–1455 mm                                                               | 4690 × 1695 × 1420–1455 mm                                                               |
| Leergewicht:                               | 1335–1370 kg                                                                             | 1335–1370 kg                                                                             | 1335–1370 kg                                                                             |
| Höchstgeschwindigkeit:                     | 160 km/h                                                                                 | 170 km/h                                                                                 | 175 km/h                                                                                 |
| 0–100 km/h:                                | n. a.                                                                                    | n. a.                                                                                    | n. a.                                                                                    |
| Verbrauch (Liter/100 Kilometer):           | 12–15 N/S                                                                                | 12–15 N/S                                                                                | 12–15 N/S                                                                                |

## Nissan Gloria (A330/331/332), 1975–1979
Im Juli 1975 stellte Nissan die jüngste Gloria-Generation vor. Den Zweiliter-Basismotor gab es für den Taxibetrieb auch in Flüssiggas-Ausführung, der 2,6-Liter wuchs im Hubraum auf 2,8 Liter. Neu war zudem eine viertürige Hardtop-Limousine, die zu den bekannten Karosserieversionen hinzukam.

## Nissan Gloria (A430), 1979–1983
1979 erschien ein neuer Gloria, der als betont kantig gestaltete Limousine mit B-Säulen, als Hardtop ohne B-Säule und stärker geneigter C-Säule sowie als Kombi angeboten wurde. Zur Wahl standen Zweiliter-Sechszylinder mit Vergaser, Einspritzung oder Turbolader, der 2,8-Liter-Sechszylinder, zwei verschiedene Dieselmotoren (2,2 oder 2,8 Liter) und der Flüssiggas-Zweiliter für das Taxi-Gewerbe. Geschaltet wurde über ein Vierganggetriebe mit Lenkradschaltung, ein Fünfganggetriebe mit Mittelschaltung oder eine Dreigangautomatik. Der Zweiliter-Turbo war das erste japanische Serientriebwerk mit Abgasturbolader. Neu war auch die Verwendung von Elektronik bei der Motorsteuerung (ECCS-System).

## Nissan Gloria (Y30), 1983–1987
Im Juni 1983 fand der nächste Modellwechsel statt. An den Karosserievarianten änderte sich nichts, neuer Basismotor war ein Zweiliter-Vierzylinder, darüber rangierten ein gleichfalls neuer V6-Zweiliter und ein Dreiliter-V6, dazu gab es wieder den überarbeiteten 2,8-Liter-Diesel. Während die Limousinen bereits 1987 einen Nachfolger erhielten, blieben die Kombimodelle dieser Generation, nur leicht geändert, bis 1999 im Programm.
| Technische Daten Nissan Gloria Y30 (1983–1987) |                                                 |                                              |                                              |                                              |                                                 |
| Nissan Gloria:                                 | V20                                             | V20 Turbo                                    | V30                                          | V30 Turbo                                    | Diesel                                          |
| Motor:                                         | 6-Zylinder-V-Motor (Viertakt)                   | 6-Zylinder-V-Motor (Viertakt)                | 6-Zylinder-V-Motor (Viertakt)                | 6-Zylinder-V-Motor (Viertakt)                | 6-Zylinder-Reihenmotor (Viertakt)               |
| Hubraum:                                       | 1998 cm³                                        | 1998 cm³                                     | 2960 cm³                                     | 2960 cm³                                     | 2825 cm³                                        |
| Bohrung × Hub:                                 | 78 × 69,7 mm                                    | 78 × 69,7 mm                                 | 87 × 83 mm                                   | 87 × 83 mm                                   | 85 × 83 mm                                      |
| Leistung bei 1/min:                            | 96 kW (130 PS) bei 6000                         | 132 kW (180 PS) bei 6000                     | 132 kW (180 PS) bei 5200                     | 170 kW (230 PS) bei 5200                     | 74 kW (100 PS) bei 4800                         |
| Max. Drehmoment bei 1/min:                     | 175 Nm bei 4400                                 | 225 Nm bei 4000                              | 265 Nm bei 4000                              | 340 Nm bei 3600                              | 185 Nm bei 2400                                 |
| Verdichtung:                                   | 9,5:1                                           | 8,0:1                                        | 9,0:1                                        | 7,8:1                                        | 21,2:1                                          |
| Gemischaufbereitung:                           | Einspritzung                                    | Einspritzung                                 | Einspritzung                                 | Einspritzung                                 | Diesel-Einspritzpumpe                           |
| Ventilsteuerung:                               | Obenliegende Nockenwelle, Antrieb über Kette    | Obenliegende Nockenwelle, Antrieb über Kette | Obenliegende Nockenwelle, Antrieb über Kette | Obenliegende Nockenwelle, Antrieb über Kette | Obenliegende Nockenwelle, Antrieb über Kette    |
| Kühlung:                                       | Wasserkühlung                                   | Wasserkühlung                                | Wasserkühlung                                | Wasserkühlung                                | Wasserkühlung                                   |
| Getriebe:                                      | 5-Gang-Getriebe a.W. Automatik Hinterradantrieb | Automatik Hinterradantrieb                   | Automatik Hinterradantrieb                   | Automatik Hinterradantrieb                   | 5-Gang-Getriebe a.W. Automatik Hinterradantrieb |
| Radaufhängung vorn:                            | Querlenker, Schraubenfedern                     | Querlenker, Schraubenfedern                  | Querlenker, Schraubenfedern                  | Querlenker, Schraubenfedern                  | Querlenker, Schraubenfedern                     |
| Radaufhängung hinten:                          | Starrachse, Schraubenfedern                     | Starrachse, Schraubenfedern                  | Starrachse, Schraubenfedern                  | Starrachse, Schraubenfedern                  | Starrachse, Schraubenfedern                     |
| Bremsen:                                       | Scheibenbremsen rundum, Bremskraftverstärker    | Scheibenbremsen rundum, Bremskraftverstärker | Scheibenbremsen rundum, Bremskraftverstärker | Scheibenbremsen rundum, Bremskraftverstärker | Scheibenbremsen rundum, Bremskraftverstärker    |
| Lenkung:                                       | Kugelumlauflenkung                              | Kugelumlauflenkung                           | Kugelumlauflenkung                           | Kugelumlauflenkung                           | Kugelumlauflenkung                              |
| Karosserie:                                    | Stahlblech, selbsttragend                       | Stahlblech, selbsttragend                    | Stahlblech, selbsttragend                    | Stahlblech, selbsttragend                    | Stahlblech, selbsttragend                       |
| Spurweite vorn/hinten:                         | 1430/1400 mm                                    | 1430/1400 mm                                 | 1430/1400 mm                                 | 1430/1400 mm                                 | 1430/1400 mm                                    |
| Radstand:                                      | 2730 mm                                         | 2730 mm                                      | 2730 mm                                      | 2730 mm                                      | 2730 mm                                         |
| Abmessungen:                                   | 4690 × 1690 × 1420–1425 mm                      | 4690 × 1690 × 1420–1425 mm                   | 4690 × 1690 × 1420–1425 mm                   | 4690 × 1690 × 1420–1425 mm                   | 4690 × 1690 × 1420–1425 mm                      |
| Leergewicht:                                   | 1380 kg                                         | 1480 kg                                      | 1530 kg                                      | 1580 kg                                      | 1440 kg                                         |
| Höchstgeschwindigkeit:                         | 175 km/h                                        | 180 km/h                                     | 180 km/h                                     | 180 km/h                                     | 160 km/h                                        |
| 0–100 km/h:                                    | n. a.                                           | n. a.                                        | n. a.                                        | n. a.                                        | n. a.                                           |
| Verbrauch (Liter/100 Kilometer):               | 11,1 N                                          | 11,1 N                                       | 13,7 N                                       | 13,3 N                                       | n. a.                                           |

## Nissan Gloria (Y31), 1987–1991
Im Juni 1987 debütierte der Gloria der Baureihe Y31 mit modernisierten Karosserien, weiterhin als reguläre oder Hardtop-Limousine. Motorisch tat sich wenig, neu war allerdings eine Zweiliter-Turboversion des Sechszylinders mit zwei obenliegenden Nockenwellen.

## Nissan Gloria (Y32), 1991–1995
Ab dem Wechsel zum Y32 im Juni 1991 gab es den Gloria in Japan nur noch mit (Vier- oder Fünfgang-)Automatikgetriebe. An Motoren standen ein Zweiliter-V6, drei verschiedene Dreiliter-V6 (SOHC, DOHC, Turbo), ein V8 und nach wie vor der 2,8-Liter-Diesel im Programm.
| Technische Daten Nissan Gloria Y32 (1991–1995) |                                                                                    |                                                                                    |                                                                                    |                                                                                    |                                                                                    |                                                                                    |
| Nissan Gloria:                                 | 2.0                                                                                | 3.0                                                                                | 3.0 DOHC                                                                           | 3.0 Turbo                                                                          | V8                                                                                 | Diesel                                                                             |
| Motor:                                         | 6-Zylinder-V-Motor (Viertakt), Gabelwinkel 60°                                     | 6-Zylinder-V-Motor (Viertakt), Gabelwinkel 60°                                     | 6-Zylinder-V-Motor (Viertakt), Gabelwinkel 60°                                     | 6-Zylinder-V-Motor (Viertakt), Gabelwinkel 60°                                     | 8-Zylinder-V-Motor (Viertakt), Gabelwinkel 90°                                     | 6-Zylinder-Reihenmotor (Viertakt)                                                  |
| Hubraum:                                       | 1998 cm³                                                                           | 2960 cm³                                                                           | 2960 cm³                                                                           | 2960 cm³                                                                           | 4130 cm³                                                                           | 2825 cm³                                                                           |
| Bohrung × Hub:                                 | 78 × 69,7 mm                                                                       | 87 × 83 mm                                                                         | 87 × 83 mm                                                                         | 87 × 83 mm                                                                         | 93 × 76 mm                                                                         | 85 × 83 mm                                                                         |
| Leistung bei 1/min:                            | 92 kW (125 PS) bei 6000                                                            | 118 kW (160 PS) bei 5200                                                           | 147 kW (200 PS) bei 6000                                                           | 187 kW (255 PS) bei 6000                                                           | 198 kW (270 PS) bei 6000                                                           | 69 kW (94 PS) bei 4800                                                             |
| Max. Drehmoment bei 1/min:                     | 167 Nm bei 3200                                                                    | 248 Nm bei 3200                                                                    | 260 Nm bei 4400                                                                    | 343 Nm bei 3200                                                                    | 371 Nm bei 4400                                                                    | 177 Nm bei 2400                                                                    |
| Verdichtung:                                   | 9,5:1                                                                              | 9,1:1                                                                              | 10,5:1                                                                             | 8,5:1                                                                              | 10,5:1                                                                             | 21,2:1                                                                             |
| Gemischaufbereitung:                           | Einspritzung                                                                       | Einspritzung                                                                       | Einspritzung                                                                       | Einspritzung                                                                       | Einspritzung                                                                       | Diesel-Einspritzpumpe                                                              |
| Ventilsteuerung:                               | OHC, Antrieb über Zahnriemen                                                       | OHC, Antrieb über Zahnriemen                                                       | DOHC, Antrieb über Zahnriemen                                                      | DOHC, Antrieb über Zahnriemen                                                      | DOHC, Antrieb über Kette                                                           | OHC, Antrieb über Zahnriemen                                                       |
| Kühlung:                                       | Wasserkühlung                                                                      | Wasserkühlung                                                                      | Wasserkühlung                                                                      | Wasserkühlung                                                                      | Wasserkühlung                                                                      | Wasserkühlung                                                                      |
| Getriebe:                                      | 5-Gang-Getriebe a.W. Viergang-Automatik Hinterradantrieb                           | 5-Gang-Getriebe a.W. 4- oder 5-Gang-Automatik Hinterradantrieb                     | 4- oder 5-Gang-Automatik Hinterradantrieb                                          | 4- oder 5-Gang-Automatik Hinterradantrieb                                          | 4-Gang-Automatik Hinterradantrieb                                                  | 5-Gang-Getriebe a.W. Viergang-Automatik Hinterradantrieb                           |
| Radaufhängung vorn:                            | Querlenker, Zugstreben, Schraubenfedern                                            | Querlenker, Zugstreben, Schraubenfedern                                            | Querlenker, Zugstreben, Schraubenfedern                                            | Querlenker, Zugstreben, Schraubenfedern                                            | Querlenker, Zugstreben, Schraubenfedern                                            | Querlenker, Zugstreben, Schraubenfedern                                            |
| Radaufhängung hinten:                          | Mehrlenkerachse, Schraubenfedern                                                   | Mehrlenkerachse, Schraubenfedern                                                   | Mehrlenkerachse, Schraubenfedern                                                   | Mehrlenkerachse, Schraubenfedern                                                   | Mehrlenkerachse, Schraubenfedern                                                   | Mehrlenkerachse, Schraubenfedern                                                   |
| Bremsen:                                       | Innenbelüftete Scheibenbremsen rundum, Bremskraftverstärker, ABS                   | Innenbelüftete Scheibenbremsen rundum, Bremskraftverstärker, ABS                   | Innenbelüftete Scheibenbremsen rundum, Bremskraftverstärker, ABS                   | Innenbelüftete Scheibenbremsen rundum, Bremskraftverstärker, ABS                   | Innenbelüftete Scheibenbremsen rundum, Bremskraftverstärker, ABS                   | Innenbelüftete Scheibenbremsen rundum, Bremskraftverstärker, ABS                   |
| Lenkung:                                       | Zahnstangenlenkung, servounterstützt 3.0 Turbo a.W. mit Vierradlenkung Super-HICAS | Zahnstangenlenkung, servounterstützt 3.0 Turbo a.W. mit Vierradlenkung Super-HICAS | Zahnstangenlenkung, servounterstützt 3.0 Turbo a.W. mit Vierradlenkung Super-HICAS | Zahnstangenlenkung, servounterstützt 3.0 Turbo a.W. mit Vierradlenkung Super-HICAS | Zahnstangenlenkung, servounterstützt 3.0 Turbo a.W. mit Vierradlenkung Super-HICAS | Zahnstangenlenkung, servounterstützt 3.0 Turbo a.W. mit Vierradlenkung Super-HICAS |
| Karosserie:                                    | Stahlblech, selbsttragend                                                          | Stahlblech, selbsttragend                                                          | Stahlblech, selbsttragend                                                          | Stahlblech, selbsttragend                                                          | Stahlblech, selbsttragend                                                          | Stahlblech, selbsttragend                                                          |
| Spurweite vorn/hinten:                         | 1500/1495 mm                                                                       | 1500/1495 mm                                                                       | 1500/1495 mm                                                                       | 1500/1495 mm                                                                       | 1500/1495 mm                                                                       | 1500/1495 mm                                                                       |
| Radstand:                                      | 2760 mm                                                                            | 2760 mm                                                                            | 2760 mm                                                                            | 2760 mm                                                                            | 2760 mm                                                                            | 2760 mm                                                                            |
| Abmessungen:                                   | 4800 × 1745 × 1410 mm                                                              | 4800 × 1745 × 1410 mm                                                              | 4800 × 1745 × 1410 mm                                                              | 4800 × 1745 × 1410 mm                                                              | 4800 × 1745 × 1410 mm                                                              | 4800 × 1745 × 1410 mm                                                              |
| Leergewicht:                                   | 1500 kg                                                                            | 1550 kg                                                                            | 1610 kg                                                                            | 1630 kg                                                                            | 1650 kg                                                                            | 1570 kg                                                                            |
| Höchstgeschwindigkeit:                         | ca. 180 km/h                                                                       | ca. 195 km/h                                                                       | ca. 210 km/h                                                                       | ca. 225 km/h                                                                       | ca. 240 km/h                                                                       | ca. 155 km/h                                                                       |
| 0–100 km/h:                                    | n. a.                                                                              | n. a.                                                                              | n. a.                                                                              | n. a.                                                                              | n. a.                                                                              | n. a.                                                                              |
| Verbrauch (Liter/100 Kilometer):               | 8–13 S                                                                             | 10–16 S                                                                            | 12–20 S                                                                            | 12–20 S                                                                            | 10–17 S                                                                            | 7–12 D                                                                             |

## Nissan Gloria (Y33), 1995–1999
Neben einer geänderten Karosserie besaß der im Juni 1995 eingeführte Gloria der Serie Y33 teils auch neue V6-Motoren der VQ-Serie. Die Frontpartie mit den Doppelscheinwerfern erinnerte, wie schon beim Vorgänger, ein wenig an Bentley-Modelle, das Heck an die zeitgenössische S-Klasse von Mercedes.
| Technische Daten Nissan Gloria Y33 (1995–1999) |                                                               |                                                               |                                                               |                                                               |                                                               |                                                               |                                                               |                                                               |
| Nissan Gloria:                                 | 2.0                                                           | 2.5                                                           | 3.0                                                           | 3.0 DOHC                                                      | 3.0 DOHC Turbo                                                | 3.0 Neo–Di                                                    | 2.5 Turbo                                                     | Diesel                                                        |
| Motor:                                         | 6-Zylinder-V-Motor (Viertakt), Gabelwinkel 60°                | 6-Zylinder-V-Motor (Viertakt), Gabelwinkel 60°                | 6-Zylinder-V-Motor (Viertakt), Gabelwinkel 60°                | 6-Zylinder-V-Motor (Viertakt), Gabelwinkel 60°                | 6-Zylinder-V-Motor (Viertakt), Gabelwinkel 60°                | 6-Zylinder-V-Motor (Viertakt), Gabelwinkel 60°                | 6-Zylinder-Reihenmotor (Viertakt)                             | 6-Zylinder-Reihenmotor (Viertakt)                             |
| Motortyp:                                      | VG20E                                                         | VQ25DE                                                        | VG30E                                                         | VG30DE³                                                       | VG30DET                                                       | VG30NEO                                                       | RB25DET                                                       | RD28                                                          |
| Hubraum:                                       | 1998 cm³                                                      | 2496 cm³                                                      | 2960 cm³                                                      | 2988 cm³                                                      | 2988 cm³                                                      | 2988 cm³                                                      | 2499 cm³                                                      | 2826 cm³                                                      |
| Bohrung × Hub:                                 | 78 × 69,7 mm                                                  | 85 × 73,3 mm                                                  | 87 × 83 mm                                                    | 93 × 73,3 mm                                                  | 93 × 73,3 mm                                                  | 93 × 73,3 mm                                                  | 86 × 71,3 mm                                                  | 85 × 83 mm                                                    |
| Leistung bei 1/min:                            | 92 kW (125 PS) bei 6000                                       | 140 kW (190 PS) bei 6400                                      | 118 kW (160 PS) bei 5200                                      | 162 kW (220 PS) bei 6400                                      | 199 kW (270 PS) bei 6000                                      | 169 kW (230 PS) bei 6400                                      | 173 kW (235 PS) bei 6400                                      | 74 kW (101 PS) bei 4800                                       |
| Max. Drehmoment bei 1/min:                     | 167 Nm bei 3200                                               | 235 Nm bei 4000                                               | 248 Nm bei 3200                                               | 280 Nm bei 4400                                               | 370 Nm bei 3600                                               | 294 Nm bei 4400                                               | 275 Nm bei 4800                                               | 179 Nm bei 2400                                               |
| Verdichtung:                                   | 9,5:1                                                         | 10:1                                                          | 9:1                                                           | 10:1                                                          | 9:1                                                           | 11:1                                                          | 9:1                                                           | 22,4:1                                                        |
| Gemischaufbereitung:                           | Einspritzung                                                  | Einspritzung                                                  | Einspritzung                                                  | Einspritzung                                                  | Einspritzung                                                  | Einspritzung                                                  | Einspritzung                                                  | Diesel-Einspritzpumpe                                         |
| Ventilsteuerung:                               | OHC, Zahnriemen                                               | DOHC, Zahnriemen                                              | OHC, Zahnriemen                                               | DOHC, Zahnriemen                                              | DOHC, Zahnriemen                                              | DOHC, Zahnriemen                                              | DOHC, Zahnriemen                                              | OHC, Zahnriemen                                               |
| Kühlung:                                       | Wasserkühlung                                                 | Wasserkühlung                                                 | Wasserkühlung                                                 | Wasserkühlung                                                 | Wasserkühlung                                                 | Wasserkühlung                                                 | Wasserkühlung                                                 | Wasserkühlung                                                 |
| Getriebe:                                      | Viergang-Automatik Hinterradantrieb, 2.5 Turbo: Allradantrieb | Viergang-Automatik Hinterradantrieb, 2.5 Turbo: Allradantrieb | Viergang-Automatik Hinterradantrieb, 2.5 Turbo: Allradantrieb | Viergang-Automatik Hinterradantrieb, 2.5 Turbo: Allradantrieb | Viergang-Automatik Hinterradantrieb, 2.5 Turbo: Allradantrieb | Viergang-Automatik Hinterradantrieb, 2.5 Turbo: Allradantrieb | Viergang-Automatik Hinterradantrieb, 2.5 Turbo: Allradantrieb | Viergang-Automatik Hinterradantrieb, 2.5 Turbo: Allradantrieb |
| Radaufhängung vorn:                            | Querlenker, Zugstreben, Schraubenfedern                       | Querlenker, Zugstreben, Schraubenfedern                       | Querlenker, Zugstreben, Schraubenfedern                       | Querlenker, Zugstreben, Schraubenfedern                       | Querlenker, Zugstreben, Schraubenfedern                       | Querlenker, Zugstreben, Schraubenfedern                       | Querlenker, Zugstreben, Schraubenfedern                       | Querlenker, Zugstreben, Schraubenfedern                       |
| Radaufhängung hinten:                          | Mehrlenkerachse, Schraubenfedern                              | Mehrlenkerachse, Schraubenfedern                              | Mehrlenkerachse, Schraubenfedern                              | Mehrlenkerachse, Schraubenfedern                              | Mehrlenkerachse, Schraubenfedern                              | Mehrlenkerachse, Schraubenfedern                              | Mehrlenkerachse, Schraubenfedern                              | Mehrlenkerachse, Schraubenfedern                              |
| Bremsen:                                       | Scheibenbremsen rundum, Bremskraftverstärker, ABS             | Scheibenbremsen rundum, Bremskraftverstärker, ABS             | Scheibenbremsen rundum, Bremskraftverstärker, ABS             | Scheibenbremsen rundum, Bremskraftverstärker, ABS             | Scheibenbremsen rundum, Bremskraftverstärker, ABS             | Scheibenbremsen rundum, Bremskraftverstärker, ABS             | Scheibenbremsen rundum, Bremskraftverstärker, ABS             | Scheibenbremsen rundum, Bremskraftverstärker, ABS             |
| Lenkung:                                       | Zahnstangenlenkung, servounterstützt                          | Zahnstangenlenkung, servounterstützt                          | Zahnstangenlenkung, servounterstützt                          | Zahnstangenlenkung, servounterstützt                          | Zahnstangenlenkung, servounterstützt                          | Zahnstangenlenkung, servounterstützt                          | Zahnstangenlenkung, servounterstützt                          | Zahnstangenlenkung, servounterstützt                          |
| Karosserie:                                    | Stahlblech, selbsttragend                                     | Stahlblech, selbsttragend                                     | Stahlblech, selbsttragend                                     | Stahlblech, selbsttragend                                     | Stahlblech, selbsttragend                                     | Stahlblech, selbsttragend                                     | Stahlblech, selbsttragend                                     | Stahlblech, selbsttragend                                     |
| Spurweite vorn/hinten:                         | 1500/1495 mm                                                  | 1500/1495 mm                                                  | 1500/1495 mm                                                  | 1500/1495 mm                                                  | 1500/1495 mm                                                  | 1500/1495 mm                                                  | 1500/1495 mm                                                  | 1500/1495 mm                                                  |
| Radstand:                                      | 2800 mm                                                       | 2800 mm                                                       | 2800 mm                                                       | 2800 mm                                                       | 2800 mm                                                       | 2800 mm                                                       | 2800 mm                                                       | 2800 mm                                                       |
| Abmessungen:                                   | 4870 × 1765 × 1430 mm                                         | 4870 × 1765 × 1430 mm                                         | 4870 × 1765 × 1430 mm                                         | 4870 × 1765 × 1430 mm                                         | 4870 × 1765 × 1430 mm                                         | 4870 × 1765 × 1430 mm                                         | 4870 × 1765 × 1430 mm                                         | 4870 × 1765 × 1430 mm                                         |
| Leergewicht:                                   | 1550 kg                                                       | 1560 kg                                                       | ab 1570 kg                                                    | ab 1570 kg                                                    | ab 1570 kg                                                    | ab 1570 kg                                                    | 1700 kg                                                       | 1600 kg                                                       |
| Höchstgeschwindigkeit:                         | ca. 180 km/h                                                  | ca. 200 km/h                                                  | ca. 190 km/h                                                  | ca. 220 km/h                                                  | ca. 220 km/h                                                  | ca. 220 km/h                                                  | ca. 210 km/h                                                  | ca. 160 km/h                                                  |
| 0–100 km/h:                                    | n. a.                                                         | n. a.                                                         | n. a.                                                         | n. a.                                                         | n. a.                                                         | n. a.                                                         | n. a.                                                         | n. a.                                                         |
| Verbrauch (Liter/100 Kilometer):               | 9–14 S                                                        | 10–15 S                                                       | 10–18 S                                                       | 10–18 S                                                       | 10–18 S                                                       | 10–18 S                                                       | 10–18 S                                                       | 7–12 D                                                        |

## Nissan Gloria (Y34), 1999–2004
Im Juni 1999 erschien der bislang letzte Nissan Gloria, ausschließlich als viertürige Limousine. Die seit den 1980er-Jahren produzierten Kombi-Modelle wurden gleichzeitig eingestellt. Angetrieben wurde der Y34 von V6-Motoren von 2,5 oder 3 Litern Hubraum, jeweils mit oder ohne Turbolader. Auf dem Y34 basierte auch der nur in Nordamerika angebotene Infiniti M45. Im Oktober 2004 wurde die Gloria-Produktion eingestellt.